# Софала
Софала (на португалски: Sofala, изговаря се по-близко до Суфала) е провинция в Мозамбик. Разположена е в централната част на Мозамбик и има широк излаз на Индийския океан. Площта ѝ е 68 018 квадратни километра и има население 2 196 845 души (по преброяване от август 2017 г.). Столица на провинцията е град Бейра, вторият по големина в Мозамбик след столицата Мапуто.